# Mindaugas von Litauen

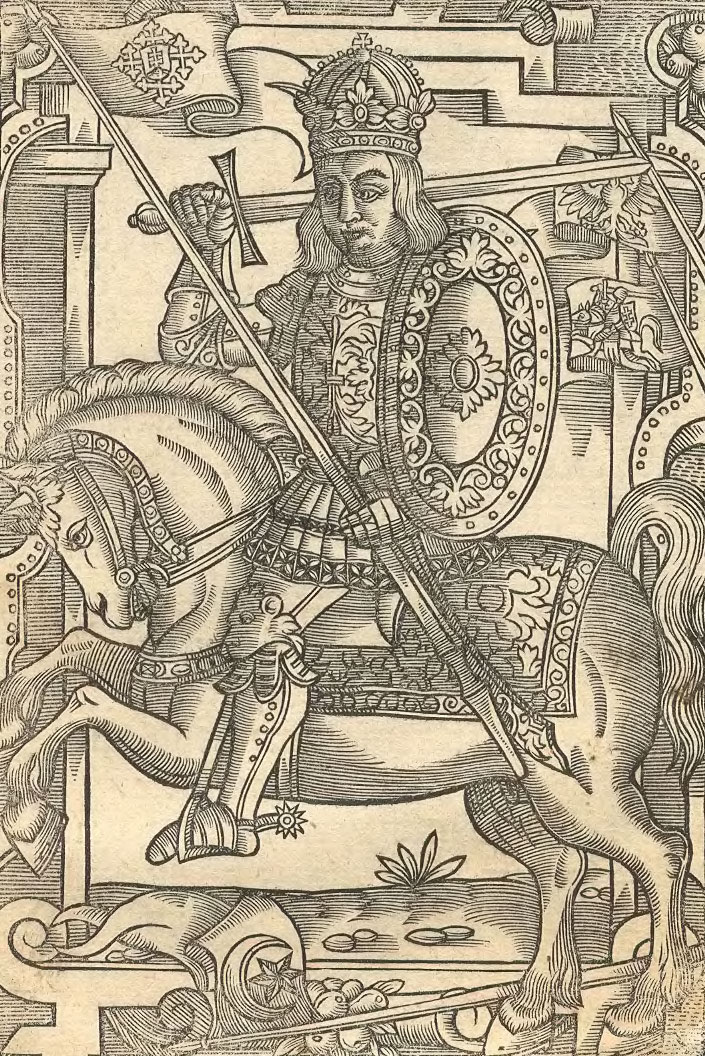
Myndowen, König Litauens (Phantasiedarstellung von Alexander Guagnini, 1611)

Mindaugas (deutsch Myndowen, polnisch Mendog, belarussisch Міндоўг, Mindoug, russisch Миндовг, Mindowg), (* um 1203; † 12. September 1263) regierte zwischen 1238 und 1263 als litauischer Fürst bzw. später Großfürst. Im Sommer 1253 erhielt er auf Veranlassung des Papstes Innozenz IV. sogar die Königskrone. Der später auf den 6. Juli 1253 festgelegte Krönungstag ist heute ein offizieller Feiertag in Litauen.
Mindaugas wird die Einigung der fünf Fürstentümer Litauens zu einem Staatswesen angerechnet, auch wenn seine Machtposition umstritten war. Voraussetzung war die Bildung militärischer Gefolgschaften, zum Teil aus der bäuerlichen Bevölkerung abgesondert, zum Teil aus geflohenen Russen rekrutiert, welche die Machtposition des Fürsten im Land stärkten.

## Leben
Erstmals wird sein Name in einem Vertrag von 1219 erwähnt, in dem er und andere litauische Fürsten (seine Verwandten sowie sein Bruder Dausprungas) ein Bündnis mit dem ruthenischen Fürsten Daniel Romanowitsch von Halytsch-Wolhynien (Daniel von Galizien) eingingen. Auch in der Folge leistete er Söldnerdienste für Konrad von Masowien (1237) und Daniel von Galizien (1245). 
Bald trugen ihm die Bojaren die Herrschaft Litauens an, so dass er 1238 als Herrscher des Landes erwähnt wurde. Seit 1245 war Nawahrudak sein Fürstensitz. 1249 verjagte er seine Neffen Tautvilas und Gedivydas, die Söhne seines vor 1238 verstorbenen Bruders Dausprungas, sowie deren Onkel mütterlicherseits, den Schemaiten-Fürst Vykintas nach Galizien, als sie bei einem Feldzug gegen Wladimir-Susdal erfolglos blieben. In den nächsten zwei Jahren wies er ihre Rückkehrversuche ab. Somit erlangte er auch die tatsächliche Herrschaft. Einer der Neffen, Tautvilas, ließ sich in Riga taufen und erlangte so die Unterstützung des Deutschen Ordens. Mindaugas musste nachziehen. Auch er ließ sich 1251 taufen und empfing daraufhin 1253 vom Papst die Königskrone. Später söhnte er sich mit Tautvilas aus.
Mindaugas verbündete sich auch erneut mit Daniel von Galizien († 1264), der sich damals gegen die Goldene Horde auflehnte. Eine Heirat zwischen Mindaugas’ Tochter und Daniels Sohn Švarno verband zudem 1255 beide Herrscherfamilien. Das Bündnis blieb fruchtlos und die Tataren zwangen 1258/1259 beide zur Flucht. Das schwächte Mindaugas’ Position gegenüber den Schemaiten, die am 13. Juli 1260 in der Schlacht an der Durbe dem Deutschen Orden eine schwere Niederlage beibringen konnten – und zwar ohne Mindaugas. 
Mindaugas wandte sich wieder vom Christentum ab (wobei diese Tatsache umstritten bleibt) und verbündete sich nun mit den heidnisch gebliebenen Schemaiten seines Neffen Treniota, des Sohnes seiner Schwester mit Vykintas, gegen den Orden. Aber der Feldzug 1261 blieb erfolglos und Mindaugas verlor den Rückhalt bei seinen Untergebenen. Im Herbst 1263 wurden er und zwei seiner Söhne von seinem Schwager Daumantas und seinem Neffen Treniota ermordet. 
Mindaugas Sohn Vaisalga übernahm 1264 die Regierung, trat aber wieder zurück und wurde bald ebenfalls ermordet. Bis zum Ende des Jahrhunderts herrschte dann weitgehende Unordnung in Litauen, so dass selbst über die Lebensdaten der Großfürsten Unklarheiten bestehen.

## Familie
Mindaugas war verheiratet mit Morta Mindaugienė (1210–1262) und hatte die Söhne Vaišelga, Rūklys und Rupeikis. 

## Gedenken
Mindaugas wird in Litauen und zum Teil auch in Belarus als Nationalheld verehrt. 

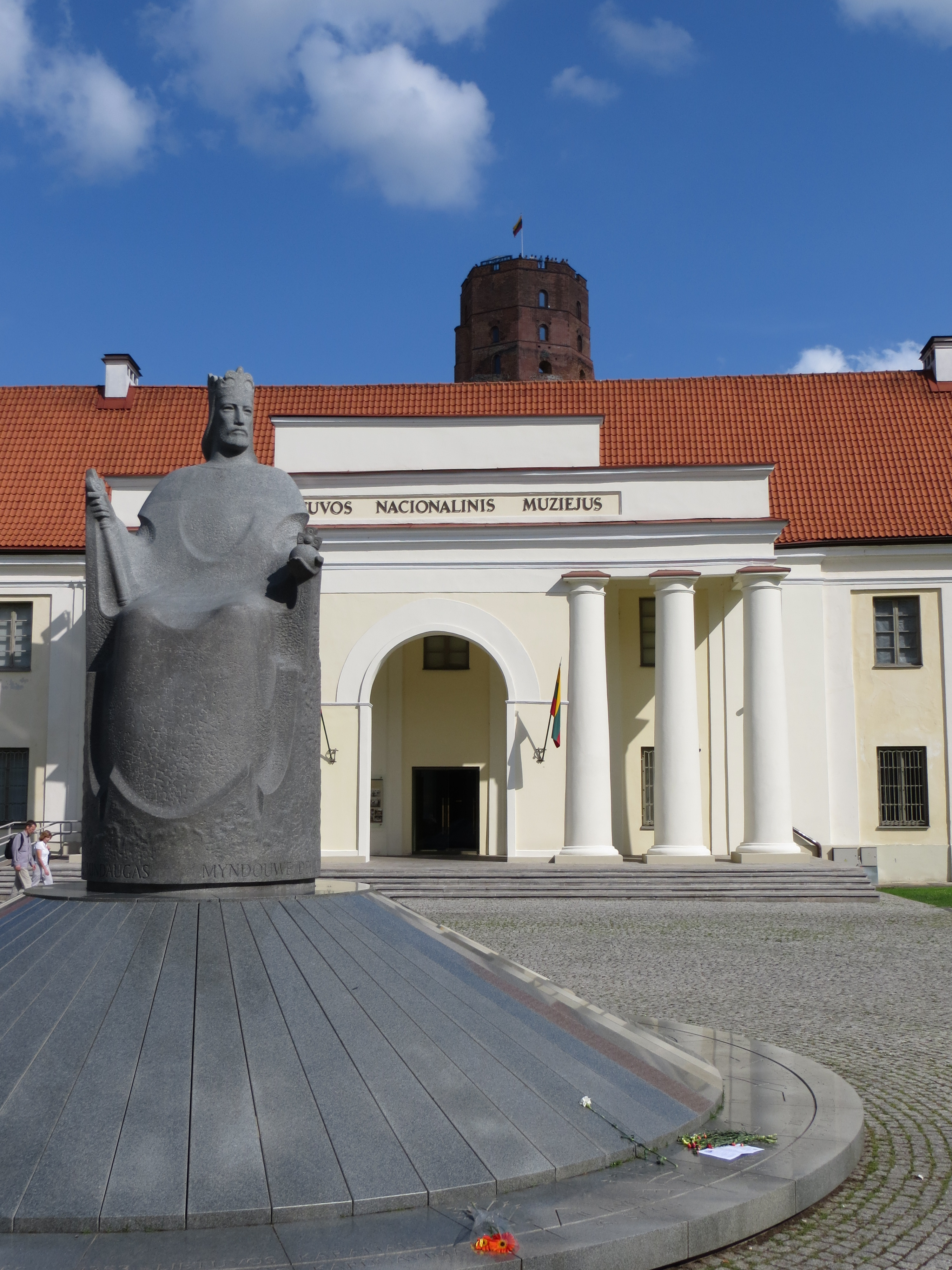
Mindagas-Denkmal in Vilnius

In Kaunas ist der Karaliaus Mindaugo prospektas nach ihm benannt. 2003 wurde eine Brücke in Vilnius nach ihm benannt. Ebenfalls wurde in der litauischen Hauptstadt ein Denkmal für Mindaugas vor dem Nationalmuseum aufgestellt.